# Hugo Budinger
Hugo Budinger (Düsseldorf, 10 giugno 1927 – Colonia, 7 ottobre 2017) è stato un hockeista su prato tedesco.

## Palmarès

### Olimpiadi
- 1 medaglia (con la Squadra Unificata Tedesca):
  - 1 bronzo (Melbourne 1956)